# Cecilia Öhrwall
Cecilia Qviström Öhrwall, född 18 februari 1966 i Stockholm är en svensk sångerska, kompositör och pedagog.
Öhrwall avlade en master of fine arts vid Kungliga Musikhögskolan i Stockholm 1991. Hon har arbetat hos Peter Flack i Örebro i Hjalmars spelhåla och Cirkus Hjalmar. 
Hon har skrivit musik till TV-dokumentären IT-prinsessan (2004), 100 år med Fröken Julie (2006), Mr Flower Power (2007) och CJDG - en film om Carl Johan De Geer (2014) tillsammans med sin bror Esbjörn Öhrwall. Till persondokumentärerna om Ester Henning (2009), Vincent Paterson (2013) kallad "The Man behind the Throne" och "Maries Attitude (2017) SVT En hovdansares farväl" skrev Öhrwall originalmusiken.
Cecilia Öhrwall är dotter till Anders Öhrwall.

## Diskografi
- 1996 - ”Sacred Concerts” (tillsammans med Stockholms Motettkör där hon sjunger och har arrangerat delar av Duke Ellingtons sakrala sånger skrivna för Alice Babs för kör, jazzseptett och sångsolo).
- 2002 - ”Weightless” (innehåller musik med enbart text, musik och arrangemang gjorda av Cecilia Öhrwall, producerad av Peter Hallström och Esbjörn Öhrwall.  Violinisten Gentilia Pop Muszka är konsertmästare på stråkarrangemangen.
- 2012- "Hemlängtan" (En sång rätten till ett eget hem. Cecilia Q Öhrwall, Signe Rudberg Selin, Esbjörn Öhrwall, Lydia Kjellberg och sångföreningen Qöhr).
- 2017-"Öhrwall & Nilsson" ( Tillsammans med Ylva Nilsson, cello och Esbjörn Öhrwall gitarr)